# 夢のおてつだい
株式会社夢のおてつだい（ゆめのおてつだい）は、愛知県豊田市に本社を置く株式会社サンポウホールディングスグループの不動産会社。

## 概要
豊田市、豊川市、豊橋市、蒲郡市、名古屋市千種区、名古屋市中川区、高浜市、岐阜県大垣市に店舗を構え、不動産仲介業を中心に、グループ会社と連携し、住まいに関することをトータルサポートする会社である。「ハウスドゥ！」に加盟している。

## 沿革
- 1983年　住宅サイディング（外壁）に特化した事業を企業。
- 1990年　有限会社設立。
- 1996年　株式会社山豊工建設立。
- 2009年　不動産事業部を創業。ハウスドゥ！豊田中央店オープン。
- 2011年　株式会社夢のおてつだい設立。ハウスドゥ！豊川中央通店オープン。
- 2013年　ハウスドゥ！豊橋駅東店オープン。ハウスドゥ！千種飯田街道店オープン。
- 2014年　業務拡大のため、ハウスドゥ！豊橋駅東店をハウスドゥ！豊橋向山店へリニューアル。
- 2015年　ハウスドゥ! 高浜中央店、ハウスドゥ！ 家・不動産買取専門店 豊田西店オープン。業務拡大のため、ハウスドゥ！千種飯田街道店をハウスドゥ！千種大久手店へリニューアル。
- 2016年　ハウスドゥ！春日井宮町店（ハウスドゥ！家・不動産買取専門店 春日井宮町店併設）、ハウスドゥ！豊田逢妻店（ハウスドゥ！家・不動産買取専門店 豊田逢妻店併設）オープン。業*務拡大のため、ハウスドゥ！豊川中央通店をハウスドゥ！豊川中央店へリニューアル。
- 2017年　事業拡大のため、豊田逢妻店から独立し自社建築店舗ハウスドゥ！豊田大林店へリニューアルオープン。
- 2018年　自社建築店舗ハウスドゥ！豊川八幡店、ハウスドゥ！住宅情報モール大垣店オープン。業務拡大のため、ハウスドゥ！家・不動産買取専門店 豊橋向山店オープン。
- 2019年　ハウスドゥ！蒲郡店オープン。
- 2020年　ハウスドゥ！中川八熊店オープン。